# Buraimi (província)
A província de Buraimi (em árabe: مُـحَـافَـظَـة البريمي; romaniz.: Muḥāfaẓaṫ al-Buraymi) é uma das onze províncias constitutivas do Sultanato do Omã. Segundo censo de 2010, havia 72 917 residentes. Compreende área de 7 460 quilômetros quadrados e está subdividida em três vilaietes (distritos).

## Vilaietes
| Nome árabe | Nome português | Área (km2) | População | Ref.  |
| ---------- | -------------- | ---------- | --------- | ----- |
| البريمي    | Buraimi        | 1 223      | 63 159    | [ 1 ] |
| السنينة    | Assunaina      | 2 973      | 1 385     | [ 1 ] |
| محضة       | Mada           | 3 264      | 8 373     | [ 1 ] |